# تشارلز جاي بولز
تشارلز جاي بولز (بالإنجليزية: Charles J. Bowles)‏ هو مدرب رياضي أمريكي، ولد في 28 مارس 1922 في بورتلاند في الولايات المتحدة، وتوفي في 30 ديسمبر 2005 في سايلم في الولايات المتحدة.